# セヴェルナヤハンダサ駅
セヴェルナヤハンダサ駅（セヴェルナヤハンダサえき、ロシア語: Станция Северная Хандаса）は、ロシア連邦サハリン州にかつてあったロシア鉄道コルサコフ-ノグリキ線の駅である。

## 歴史
- 1975年 - コルサコフ-ノグリキ線 ポページノ駅 - ティモフスク駅間開通により開業。しかし、廃止された。